# 윌리엄 딘 하우얼스

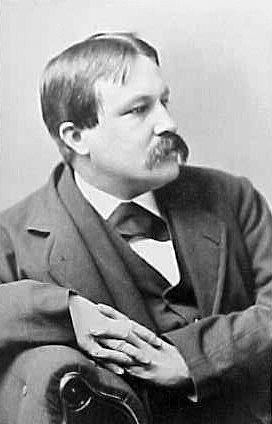

윌리엄 딘 하우얼스(William Dean Howells, 1837년~1920년)는 미국의 소설가·비평가이다. 오하이오주에서 태어났다. 부친의 신문사에서 식자공, 기자생활을 보내면서 독학으로 문학가로서의 재능을 연마하였으며, 이탈리아 영사를 지내고부터는 보스턴의 유력한 문학잡지의 편집을 맡아보았다. 유럽의 새로운 리얼리즘 이론을 소개하는 한편 <사일러스 래펌의 출세>등 50여 편의 소설을 썼다. 그의 리얼리즘은 미온적이라는 평도 있으나 공적은 크다.